# Europa Universalis
Europa Universalis (EU) — відеогра, глобальна стратегія/варгейм, розроблена Paradox Interactive і випущена 14 березня 2000 року.

## Ігровий процес
Europa Universalis — це глобальна стратегія, яка охоплює період з 1492 по 1792 роки. В грі світ поділений на 800 провінцій з історичними назвами і 550 морських зон. Можна вибрати будь-яку з більш як 90 держав (в тому числі і Україну).
У провінціях проживає населення, що виробляє товари, платить податки, бере участь у торгівлі й наймається як солдати і матроси. Населення кожної провінції має свою релігію, що відображає його погляди на світ і моральну позицію. Якщо монарх і уряд діють всупереч моральним нормам населення, існує ризик повстання. Монарх і уряд (тобто, гравець) відповідають за свою країну й представляють її перед іншим світом. У міру того, як проходить час, європейські нації змінюються — як політично й економічно, так і з погляду військової потужності. Залежно від того, наскільки ефективно підконтрольна країна управляє своїми ресурсами, захищає свої провінції й вкладає свої сили в розвиток технології, нації будуть здобувати або втрачати владу й положення.
Гра не претендує на історичну точність, її варто розглядати як «альтернативну історію» — на початку в розпорядженні гравця перебувають реально існуючі історичні особистості, нації, і ресурси, але у гравця є можливість діяти не так, як справжні історичні особистості, а змінити хід історії.
У грі є безліч різних сценаріїв, включаючи Головну Кампанію. Різні сценарії звичайно покривають невеликі відрізки часу, у той час як Головна Кампанія дозволить вам провести свою країну з 1492 року до 1792 року. Вибираючи сценарій або Головну Кампанію, завжди є можливість вибрати, у якому році гра повинна завершитися.
Хоч Europa Universalis — стратегія реального часу, але у будь-який момент гравець може призупинити гру. У цьому режимі паузи він можете віддавати накази своїм військам (хоча вони й не почнуть рухатися, поки гра не буде відновлена), будувати армійські підрозділи й флоти, займатися дипломатією, вносити зміни в бюджет і так далі. У будь-який момент також можливо змінити швидкість плину ігрових «годин» — тобто змінити швидкість гри, як вона сприймається самим гравцем.
Мету гри вибирає сам гравець, але основна мета — отримати якнайбільше очок. Також можна вибирати варіанти перемоги:
- «За очками» — перемагає країна, яка перша одержала певну кількість очок.
- «За провінціями» — перемагає країна, що завоювала певне число провінцій.
- «За сценарієм» — кожна країна одержує певне складне завдання, і перемагає той гравець, що виконає своє завдання першим.